# Читальня (Христианская наука)
Чита́льня Христиа́нской нау́ки (англ. Christian Science Reading Room) — общественные пространства при церквях религиозного движения «Христианская наука», служащие одновременно библиотекой, молитвенной комнатой и церковной лавкой. В мире насчитывается до 1200 таких читален, хотя с постоянным падением числа «христианских учёных» и закрытием церквей, их количество также неуклонно уменьшается. Помимо того, с развитием интернета стал возможен виртуальный доступ к материалам Христианской науки, что также не способствует росту посещения библиотек.

## История
В январе 1887 года в Бостоне, на «родине» религиозного движения, открылась площадка, где преподавалось «исцеление» и распространялась литература «Христианской науки», причём для бедных она предлагалась бесплатно или с существенной скидкой. В последующие годы подобные заведения появляются и в других общинах «христианских учёных», а к сентябрю 1888 года в Бостоне функционирует уже полноценная читальня, которая, впрочем, была закрыта в июле 1894 года в связи со строительством Материнской церкви, потребовавшим существенных финансовых затрат от местной общины.
Официально читальни были учреждены в 1899 году статьёй 21 «Руководства Материнской церкви» — основополагающего документа Сайентистской церкви Христа, написанного Мэри Бейкер-Эдди, основательницей Христианской науки. В 1900 году Эдди поручила бостонской общине вновь открыть свою читальню в течение трёх недель с момента получения ими её письма, что и было сделано в двухнедельный срок. Наличие первой функционирующей читальни в Бостоне позволило Эдди и Совету директоров лучше понять особенности работы таких читален, что выразилось в уточнении соответствующих разделов Руководства: например, было указано, что библиотекарем (сотрудником читальни) может быть только воцерковленный «христианский учёный» без вредных привычек, состоящий на хорошем счету. Кроме того, каждой сайентистской церкви предписывается открыть читальню, хотя оговаривалось, что несколько расположенных в относительной близости друг от друга церквей могут осуществлять объединённое управление общей читальней, как правило, расположенной в центре города. Например, читальня в Даунтауне Манхэттена поддерживается сайентистскими церквями из штатов Нью-Йорк, Нью-Джерси и Коннтектикут (расположенными в пределах 50 миль ≈ 80 км).

## Современность
Читальни религиозного движения «Христианская наука» позиционируются как тихая гавань посреди городской суеты, где каждый может уединиться в тишине и провести время за чтением или молитвой. В них можно приобрести «Науку и здоровье с Ключом к Священному Писанию» — священную книгу («учебник») Христианской науки, написанный Эдди, а также другие книги, среди которых Библия короля Якова, традиционно использующаяся «христианскими учёными» в литургических и личных целях (этим традиционным переводом Библии на английский язык пользовалась сама Эдди, хотя она и не настаивала на том, чтобы её предпочтение обязывало к чему-либо её последователей). Согласно Руководству, в читальнях разрешено продавать исключительно работы Эдди или иные публикации издательского дома Христианской науки.
Почти всегда наряду с английской версией «Науки и здоровья» в читальне будет и несколько переводов на другие языки, в частности, на русский. Языковое разнообразие характерно и для прочей продукции, выпускаемой издательством Христианской науки (например, журнал «Вестник Христианской науки» издаётся на 14 языках).
В читальнях можно также найти подшивку газеты «Монитор Христианской науки» (англ. Christian Science Monitor) — ежедневной международной газеты, основанной лично Эдди в 1908 году, и завоевавшей несколько Пулитцеровских премий за свои репортажи.
Сегодня читальни чаще всего подключены к интернету, а встречи членов общины во время пандемии проводились онлайн, причем подключение было возможно, в том числе, из помещений читален.

## В культуре и искусстве
Читальни «Христианской науки» являются характерном элементом центров американских городов, упоминаемым во многих американских книгах и сериалах.
- Симпсоны, S09E08 «Скептик Лиза» (англ. Lisa the Skeptic) — разозлённые на обычных учёных жители Спрингфилда громят научные учреждения; в процессе под горячую руку попадает и читальня Христианской науки, не имеющая собственно к науке абсолютно никакого отношения[17].